# Pareto (Piemont)
Pareto (piemontesisch und ligurisch Parèj) ist eine Gemeinde in der italienischen Provinz Alessandria, Region Piemont.

## Lage und Einwohner
Pareto liegt 60 km südwestlich von der Provinzhauptstadt Alessandria entfernt auf einer Höhe von 476 m über dem Meeresspiegel auf einem Hügelrücken zwischen den Flusstälern des Erro und der Bormida. Im Süden grenzt die Gemeinde an die Provinz Savona.  Das Gemeindegebiet umfasst eine Fläche von 40,9 km² und hat 510 (Stand 31. Dezember 2023) Einwohner.
Die Nachbargemeinden sind Cartosio, Giusvalla (SV), Malvicino, Mioglia (SV), Ponzone, Sassello (SV) und Spigno Monferrato.

### Bevölkerungsentwicklung

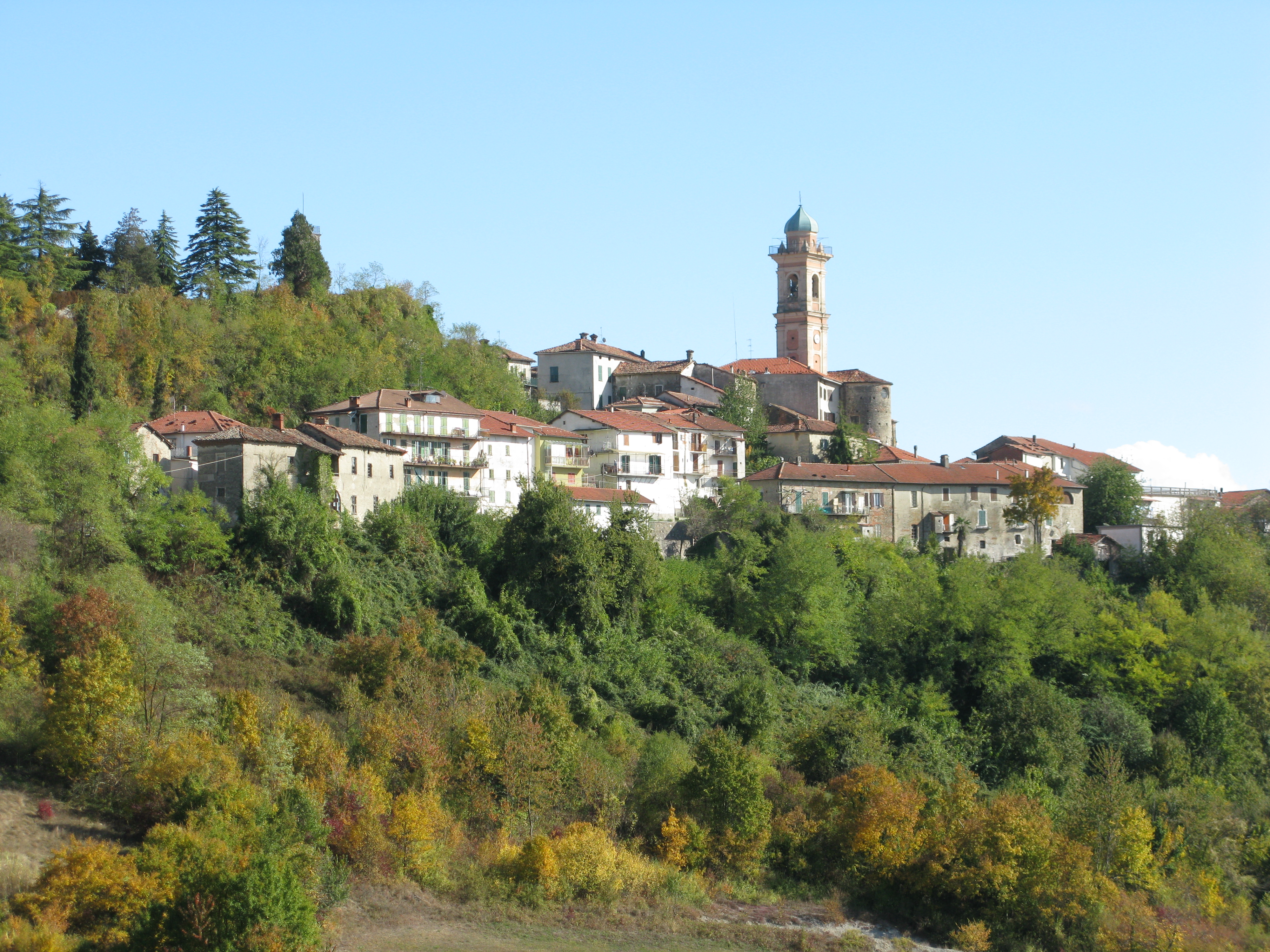
Panorama vom Pareto

## Geschichte

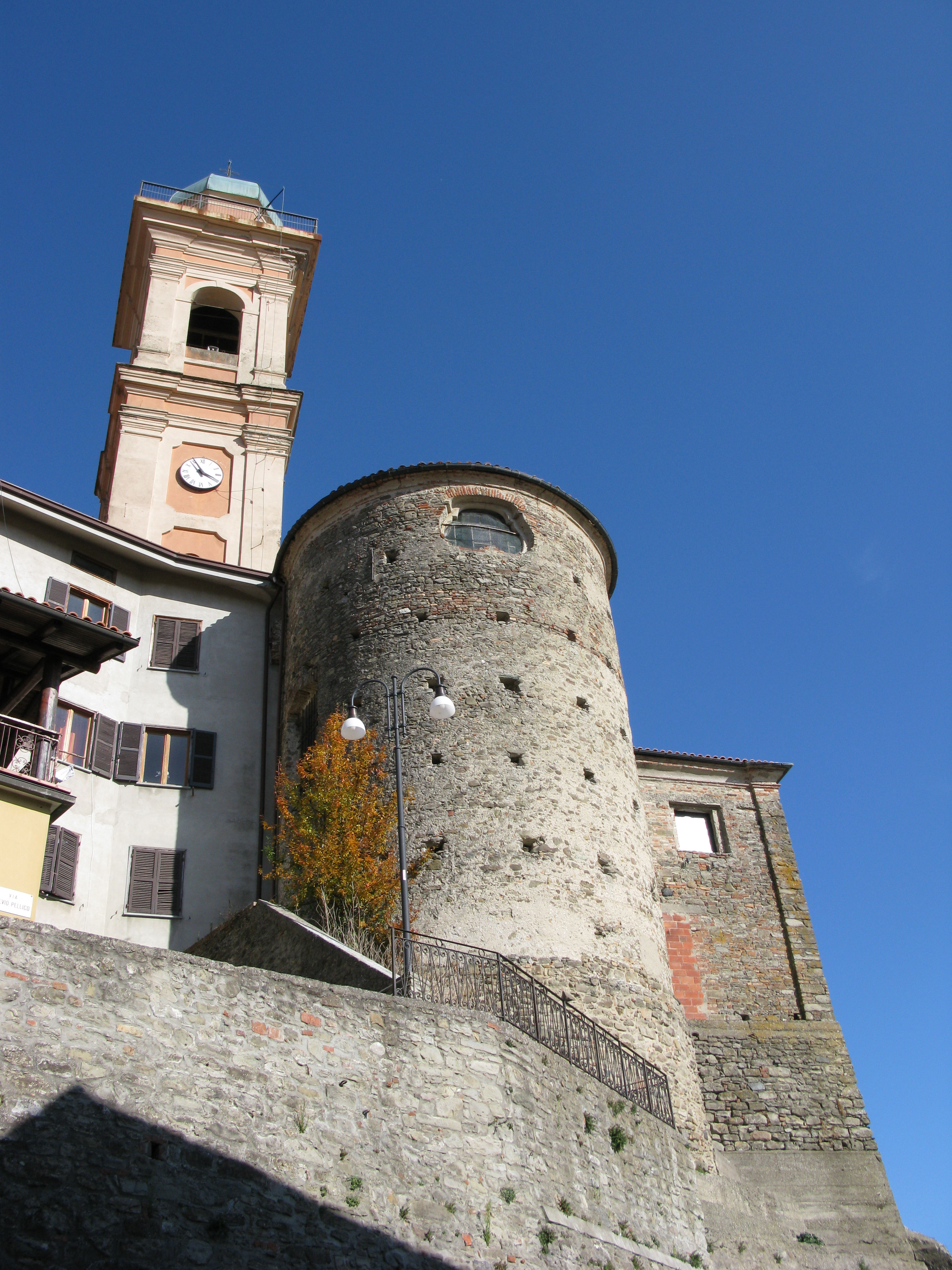
Die Pfarrkirche

Pareto liegt an einem alten Handelsweg zwischen dem Mittelmeer und der Poebene. und wurde im Jahr 991 zusammen mit der Abtei San Quintino gegründet. Ab 1125 befand er sich unter der Herrschaft der Fürsten von Savona. In der Folgezeit wechselt die Herrschaft zwischen Genua, Alessandria und Montferrat, bis die Region 1636 an die Spanier fällt. 1713 kommt der Ort infolge des Spanischen Erbfolgekrieges zum Königreich Sardinien, er wird Teil der neugeschaffenen Provinz Acqui. Nach einer langen Zeit des Friedens unter den Savoyern wird der Ort Schauplatz von dramatischen Kämpfen während des ersten Napoleonfeldzuges.

## Partnergemeinde
- Cauto Cristo

## Kulinarische Spezialitäten
In Pareto wird Weinbau betrieben. Die Beeren der Rebsorten Spätburgunder und/oder Chardonnay dürfen zum Schaumwein Alta Langa verarbeitet werden. Die Sorte Barbera wird zur Erzeugung des Rotweins Barbera del Monferrato angebaut.